# Мищенко, Николай Михайлович
Николай Михайлович Мищенко (24 июня 1899, Карпёнка, Самарская губерния — 11 июня 1969, Одесса) — советский военный деятель, генерал-майор (21 мая 1942 года).

## Биография
Николай Михайлович Мищенко родился 24 июня 1899 года в селе Карпёнка ныне Краснокутского района Саратовской области.

### Гражданская война
В январе 1918 года вступил красногвардейцем в состав Карпенской красногвардейской дружины, а 1 мая того же года в Красном Куте призван в ряды РККА и направлен красноармейцем в 224-й Краснокутский стрелковый полк в составе 25-й стрелковой дивизии, после чего принимал участие в боевых действиях на Восточном фронте в районе Уральска и станицы Илекской, в ходе которых был ранен.
После выздоровления в июне 1919 года направлен на учёбу в партийную школу при политотделе 1-й армии в Бузулуке, после окончания которой в июле того же года назначен агитатором в политотделе той же армии, а в ноябре — военкомом 4-го отдельного батальона в составе Оренбургского укрепленного района.
В июле 1920 года переведён на должность политрука в 104-й стрелковый полк (12-я стрелковая дивизия, 4-я армия), после чего в ходе советско-польской войны принимал участие в боевых действиях на Западном фронте на направлении Ломжа, Млава, Осовец, Страсбург. В районе Страсбурга вновь ранен, после чего лечился в Петрограде. После излечения в октябре назначен на должность политрука в 993-м госпитале в Петрограде.

### Межвоенное время
В августе 1921 года направлен на учёбу на 5-е Петергофские командные курсы, после окончания которых в сентябре 1922 года направлен в Московскую высшую военную педагогическую школу, но испытания не выдержал и принят не был, в результате чего был командирован на учёбу в Военно-политический институт Красной Армии имени Н. Г. Толмачева в Ленинграде, после окончания которого в августе 1924 года направлен в 63-й стрелковый полк (21-я стрелковая дивизия, Сибирский военный округ), где служил на должностях политрука роты и командира роты. В 1927 году сдал экстерном экзамен за курс нормальной пехотной школы в Омске.
В октябре 1930 года направлен на учёбу на курсы «Выстрел», после окончания которых в июле 1931 года назначен на должность коменданта 1-го Дома НКО.
В 1938 году окончил два курса заочного обучения Военной академии имени М. В. Фрунзе, после чего 25 октября 1938 года назначен на должность командира 74-го стрелкового полка (25-я стрелковая дивизия), после чего в сентябре 1939 года принимал участие в ходе похода в Западную Украину.
29 ноября 1939 года назначен на должность командира 497-го стрелкового полка (135-я стрелковая дивизия), находясь на которой, в период с 28 июня по 3 июля 1940 года принимал участие в ходе похода в Бессарабию. Вскоре дивизия была передислоцирована в район городов Ровно, Дубно, Кременец, Острог.

### Великая Отечественная война
С началом войны находился на прежней должности. 135-я стрелковая дивизия вела тяжёлые оборонительные действия бои в районе Владимира-Волынского, а затем отступала по направлению на Ровно и вела бои севернее Житомира. 16 июля 1941 года полковник Н. М. Мищенко был ранен, после чего лечился в госпитале.
По излечении 9 сентября назначен на должность командира 334-й стрелковой дивизии, формировавшейся в Казани (Приволжский военный округ). По завершении формирования в начале декабря дивизия была включена в состав 24-й армии (Московская зона оборона), после чего заняла оборонительный рубеж на реках Пахра и Десна с целью прикрытия наро-фоминского направления. В период с 19 по 28 декабря дивизия была передислоцирована в район г. Осташков, где включена в состав 4-й ударной армии, после чего принимала участие в ходе Торопецко-Холмской наступательной операции, по окончании которой с 26 января 1942 года занимала оборонительный рубеж в районе Нелидово. В марте дивизия принимала участие в наступательных боевых действиях у Велижа, в районе которого перешла к обороне, контролируя шоссе Витебск — Сураж — Велиж. В сентябре 1943 года дивизия принимала участие в ходе Духовщинско-Демидовской наступательной операции, а с ноября вела боевые действия на витебском направлении.
10 мая 1944 года назначен на должность заместителя командира 22-го гвардейского стрелкового корпуса. Во время Витебско-Оршанской и Полоцкой наступательных операций находился в расположении 51-й гвардейской стрелковой дивизии принимал участие в ходе освобождения Витебска и Полоцка. 11 июля назначен на должность начальника штаба 23-го гвардейского стрелкового корпуса, после чего принимал участие в ходе Шяуляйской, Прибалтийской, Рижской и Мемельской наступательных операций.
12 декабря назначен на должность командира 29-й стрелковой дивизии, однако 28 декабря — на должность командира 346-й стрелковой дивизии, занимавшей оборону на либавском направлении и участвовавшей в блокаде Курляндской группировки противника.
14 февраля 1945 года назначен на должность командира 267-й стрелковой дивизии, которая с 20 февраля принимала участие в наступательных боевых действиях, в ходе которых подойдя 28 февраля к юго-восточной окраине Пурвиэшти, были выведена во второй эшелон 51-й армии, после чего активных боевых действий не вела.

### Послевоенная карьера
29 ноября 1945 года освобождён от занимаемой должности, после чего находился в распоряжении Военного совета Московского военного округа.
В мае 1946 года назначен на должность старшего преподавателя тактики на курсах «Выстрел», 11 ноября 1948 года — на должность областного военного комиссара Николаевской области, а в апреле 1951 года — на должность областного военного комиссара Одесской области.
Генерал-майор Николай Михайлович Мищенко 20 мая 1958 года вышел в запас. Умер 11 июня 1969 года в Одессе. Похоронен на Втором христианском кладбище города.

## Награды
- Орден Ленина (21.02.1945);
- Четыре ордена Красного Знамени (30.01.1943, 10.07.1944, 03.11.1944, 24.06.1948);
- Орден Александра Невского (06.06.1945);
- Орден Отечественной войны 1 степени (18.10.1943);
- Орден Красной Звезды (23.02.1938);
- Медали.